# Gmina Żabno
Die Gmina Żabno ist eine Stadt-und-Land-Gemeinde im Powiat Tarnowski der Woiwodschaft Kleinpolen in Polen. Ihr Sitz ist die gleichnamige Stadt mit etwa 4250 Einwohnern.

## Geographie
Die Gemeinde hat eine Flächenausdehnung von 101,6 km² und liegt etwa 65 km östlich von Krakau. Zu den Gewässern gehört der Fluss Dunajec. Vom Gemeindegebiet werden 79 Prozent land- und 4 Prozent forstwirtschaftlich genutzt.
Die Bahnstrecke Tarnów–Szczucin bediente die Stationen Łeg Tarnowski, Niedomice, Żabno und Fiuk.

## Geschichte
Von 1975 bis 1998 gehörte die Gemeinde zur Woiwodschaft Tarnów.

### Partnerstädte
- Bad Berka (Deutschland)

## Gliederung
Die Stadt-und-Land-Gemeinde (gmina miejsko-wiejska) Żabno besteht aus der namensgebenden Stadt und den Dörfern: Bobrowniki Wielkie, Chorążec, Czyżów, Goruszów, Gorzyce, Ilkowice, Janikowice, Kłyż, Łęg Tarnowski, Nieciecza, Niedomice, Odporyszów, Otfinów, Pasieka Otfinowska, Pierszyce, Podlesie Dębowe und Siedliszowice sowie den Siedlungen Sieradza und Studzienki.